# Michael Scott (personaggio)
Michael Gary Scott è uno dei personaggi della serie televisiva The Office, remake dell'omonima serie britannica. È interpretato da Steve Carell e doppiato da Vittorio Guerrieri. È stato il protagonista della serie per le prime sette stagioni. È il manager della sede di Scranton dell'azienda di carta Dunder Mifflin, dopo sei anni come venditore. Si dimostra un capo imbranato, confusionario, ma simpatico, anche se spesso, risulta involontariamente sessista, razzista e omofobo; è sempre in cerca di attenzione e affetto ma a volte inaspettatamente preparato. Per la sua interpretazione acclamata da critica e pubblico, Carell è stato candidato a 6 Emmy Award e ha vinto un Golden Globe.

## Biografia del personaggio

### Prima stagione
Nella prima stagione Michael è un personaggio molto diverso dalle stagioni successive: è spesso fuori luogo, involontariamente antipatico e maleducato, oltre che, involontariamente, con atteggiamenti sessisti, razzisti e omofobi. Però mantiene sempre un personaggio divertente.

### Seconda stagione
Nella seconda stagione Michael inizia ad essere caratterizzato in maniera più 'dolce', simpatica e amichevole. Inizia a mostrare la sua stima e amicizia verso Jim e il suo legame con Dwight, oltre che la sua strana attrazione verso Ryan. Inizierà ad avere un rapporto turbolento e instabile con la sua superiore Jan Levinson (in un periodo, alternata con la sua conoscente Carol). È la prima persona nell'ufficio a scoprire dell'amore di Jim per Pam, segreto che si lascerà sfuggire con alcuni colleghi.

### Terza stagione
Nella terza stagione cerca di accogliere i nuovi dipendenti della sciolta filiale di Stamford, ma, in un modo o nell'altro, porta alle dimissioni di tutti i nuovi arrivati, esclusi Andy Bernard (che da subito si dimostra in cerca di attenzioni del nuovo capo) e Karen Filippelli. In questa stagione prosegue la sua travagliata relazione con Jan, con cui si lascia e si ri-lega, fino al licenziamento di questa, che porta alla decisione di andare a vivere insieme.

### Quarta stagione
Michael e Jan vivono insieme, ma ben presto Jim, Pam, Andy, Angela e Dwight (invitati insieme a casa sua per una cena) si accorgono che il rapporto tra i due è ormai marcio: litigano di continuo, non riescono a mettersi d'accordo, le decisioni della donna sovrastano spesso quelle di Michael. Alla fine della cena con i colleghi, Michael e Jan, resisi conto della loro situazione, decidono di rompere il loro rapporto.
Alla fine della stagione Toby annuncia il suo ritiro, il che porta grande felicità in Michael, che si aggiunge alla sua allegria per la scoperta della gravidanza (ottenuta da un'inseminazione artificiale) di Jan, che gli promette che potrà avere un rapporto con il nascituro, e alla conoscenza di Holly Flax (sostituta di Toby), con la quale inizierà una relazione.

### Quinta stagione
Michael si rende conto che sente molta freddezza verso la neonata figlia di Jan, perciò, dopo di ciò, metterà ufficialmente fine alla propria frequentazione (anche di amicizia).
La relazione con Holly prosegue bene, finché Toby non torna a Scranton e David Wallace, principale dirigente dell'azienda, non scopre del rapporto tra Scott e Flax, due motivi che portano al trasferimento di questa a sette ore di distanza da Scranton, distanza che porta i due a decidere di interrompere la loro relazione (ma Michael rimane legatissimo e innamorato alla donna).
A metà stagione Ryan (che era diventato uno dei dirigenti) viene sostituito da Charles, che subito vuole dare una controllata alla situazione della filiale di Scranton, per poi accorgersi del metodo di gestione anticonvenzionale di Michael, arrivando a mettere molti paletti alle sue decisioni e al suo potere, decidendo anche di sospendere la programmata celebrazione per i 15 anni di Scott all'interno dell'azienda; per questo motivo Michael andrà a protestare direttamente da David Wallace, con cui intrattiene una conversazione che gli fa capire come all'interno della azienda lui sia visto solo come un 'pagliaccio'. Allorché decide di licenziarsi e fondare, insieme a Pam e Ryan, una sua azienda cartiera, la Michael Scott Paper Company. In poco tempo, sebbene le poche speranze, la ditta cresce sempre di più, soprattutto grazie all'esperienza di Michael, ai clienti a lui legati, e ai clienti della Dunder Mifflin portati a Michael da Dwight. A un certo punto Wallace e Charles si rendono conto che per evitare ulteriori perdite l'unica cosa che possono fare è acquistare l'azienda di Michael e riassumere lui, Pam (che passa dalla segreteria al settore vendite) e Ryan.

### Sesta stagione
Nella sesta stagione Michael affronta diverse relazioni brevi e non serie (tra cui una barista sposata e la divorziata madre di Pam). Partecipa al matrimonio di Pam e Jim, che lo emoziona molto, dato il legame paterno-di amicizia che ha verso i due, come la nascita del loro primo figlio.
Alla fine della stagione fa un grosso favore alla CEO di Sabre, l'azienda che ha acquistato la Dunder Mifflin, salvandola dal fallimento, che promette, in cambio, di fare tutto ciò in suo potere per riportare Holly a Scranton.

### Settima stagione
Durante la settima stagione Toby annuncia il suo ritiro temporaneo per seguire, come giurato, il processo allo Strangolatore di Scranton, e annuncia anche il ritorno di Holly Flax per l'occasione. Holly torna, ma ancora fidanzata con il suo collega che ha frequentato durante la quinta e la sesta stagione, il che rattrista e delude Michael, convinto che sarebbero tornati insieme grazie a questa occasione. Dopo alcuni episodi, però, Holly decide di lasciare il suo fidanzato e accetta la proposta di Michael a tornare insieme. Così, i due tornano a frequentarsi, con un generale 'consenso' di tutto l'ufficio; verso metà stagione lei decide di tornare in Colorado per andare ad accudire i suoi genitori malati e propone a Michael di seguirla, perciò Michael le chiede di sposarlo, per poi annunciare a tutto l'ufficio il suo imminente licenziamento e partenza. Michael lascia l'ufficio e i suoi colleghi-amici pochi episodi prima della fine della stagione, con un addio in sordina (riesce a dedicare un momento ad ogni dipendente, ma facendo loro credere che passeranno ancora un giorno insieme, affinché non organizzino feste o celebrazioni per il giorno di addio effettivo). L'addio più grande sarà a Jim, che non accetta un suo addio definitivo e gli dichiara commosso la sua stima e riconoscenza, e a Pam, che lo raggiunge all'aeroporto subito prima della partenza, per un lungo abbraccio di addio.
Nell'ottava stagione, Michael è assente, avendo abbandonato l'ufficio l'anno prima, e viene nominato da Pam solo in una scena all'inizio della stagione

### Nona stagione
Nella stagione finale della serie, Michael viene nominato un paio di volte e compare in diversi flashback (come nei trailer del documentario).
Ricompare nella scena finale del penultimo episodio (Finale Pt.1) e in un paio di scene dell'ultimo (Finale Pt. 2), in occasione del matrimonio del suo caro amico Dwight e chiamato da Jim (come sorpresa di matrimonio per l'amico). Durante la sua ultima comparsa chiacchiera con Pam, che rivela alle telecamere che Scott ha avuto diversi figli negli anni di sua assenza; in seguito Michael rilascerà un'ultima intervista alle telecamere, a cui dice che la sensazione che prova è come se i suoi figli si sposassero tra di loro.
Nella seconda parte della medesima puntata compare in diversi flashback che accompagnano le interviste finali dei personaggi e in una breve scena prima dei titoli di coda, in cui balla allegramente con Dwight al matrimonio di quest'ultimo.

## Caratterizzazione

### Rapporto con gli altri personaggi
Reputa Jim Halpert il suo migliore amico, ma è anche particolarmente legato a Dwight Schrute, con cui ha un rapporto di amore-odio (gli vuole molto bene ma spesso mal sopporta il suo servilismo) e a Pam Beesly (nelle prime stagioni dimostrava spesso la sua attrazione fisica verso di lei, ma man mano che passa il tempo assume sempre più un atteggiamento paterno). Con gli altri dipendenti dell'ufficio ha diversi tipi di rapporto, era compagno di scuola di Phyllis, che chiama, però, spesso 'anziana' e che sovente prende in giro per la sua forma fisica; ha un profondissimo odio verso Toby (per il fatto che, per quanto riguarda il seguire il regolamento, questo ha potere su di lui); per gran parte della serie è 'mal sopportato' da Angela, per la sua poca professionalità; e ha rapporti di amicizia non sempre reciproca con Oscar, Kevin e tutti gli altri. Ha un particolare rapporto con Creed: Michael non lo ritiene un suo amico, per le sue peculiarità e il suo atteggiamento, Creed invece vede in Michael una sorta di amico, poiché lo ritiene "uno degli anziani" dell'ufficio, come lui. Con Ryan ha un particolare rapporto: per gran parte della serie ha una sorta di attrazione verso di lui, che lo porta a spiarlo da dietro una tenda o a telefonargli spessissimo; questo rapporto con Ryan porterà in lui profonda tristezza quando questo diventerà vice CEO (e nei periodi successivi a questa nomina), quindi allontanandosi dalla sede di Scranton e iniziando a diventare più antipatico verso tutti i suoi ex colleghi.
Ha anche un rapporto molto stretto con Erin, con cui condivide molti tratti caratteriali, che, essendo orfana dalla nascita, vede in Michael una figura paterna, legame ricambiato da Michael che dimostra per lei una gelosia tipicamente paterna quando si tratta di ragazzi.
Durante la serie ha avuto diverse relazioni, più o meno serie o durature, ma la principale è certamente quella con Holly Flax, di cui si innamora a prima vista e, nonostante il periodo di separazione tra la quinta e la settima stagione, non riesce a dimenticarla.
Una particolarità è che tra i vari attori provinati per il ruolo ci fu anche Bob Odenkirk, che, nell'ultima stagione, interpreta un personaggio (il capo dell'azienda di Filadelfia in cui Pam fa un colloquio) con caratteristiche uguali a Scott, tanto da venire paragonato a lui dalla stessa Pam.

## Accoglienza

### Influenza culturale
In poco tempo Michael è diventato un successo mediatico: fin da subito divenne un personaggio iconico, citato e riconosciuto e negli ultimi anni al centro di numerosissimi meme, sia per il personaggio in sé (ad esempio la frase "That's what she said", frase iconica ripetuta spessissimo dal personaggio nella serie quando questo si trova di fronte a un doppio senso), sia per alcune scene con lui protagonista che, come molti momenti con altri personaggi presenti, sono diventati template per molti meme (come la scena dello stallo alla messicana, la celebre scena del parkour, quella in cui viene citata l'iconica frase "It's Britney, bitch", il "No!" gridato nella memorabile scena del ritorno di Toby, la frase "I am dead inside" o quella di "How the turntables" e moltissime altre).